# Filipe Gomes
Filipe Gomes (ur. 7 kwietnia 1997 w Blantyre) – malawijski pływak specjalizujący się w stylu dowolnym.
Brał udział w pływaniu na 50 metrów stylem dowolnym na Letnich Igrzyskach Olimpijskich 2020, zajmując 47. miejsce.